# Lance McCullers Jr.
Lance Graye McCullers Jr. (Tampa, 2 ottobre 1993) è un giocatore di baseball statunitense che gioca nel ruolo di lanciatore per gli Houston Astros della Major League Baseball (MLB).

## Carriera
McCullers fu scelto dagli Houston Astros nel primo giro giro (41º assoluto) del Draft MLB 2012. Debuttò nella MLB il 18 maggio 2015, al Minute Maid Park di Houston contro gli Oakland Athletics. Nella sua prima gara mise a segno 4 strikeout nella sconfitta della sua squadra per 2–1 contro gli Oakland Athletics." Il 3 giugno 2015 disputò la prima gara completa contro i Baltimore Orioles. Nel resto della stagione rimase parte della rotazione di Houston, terminando con 22 gare da partente. La stagione 2016 la iniziò in lista infortunati. La concluse con 6 vittorie e 5 sconfitte in 14 gare da partente.
Nella stagione 2017, McCullers fu convocato per il suo primo All-Star Game, concludendo la prima metà della stagione con un record di 7-2 e 106 strikeout. Il 21 ottobre lanciò 4 inning senza subire punti come rilievo, guadagnando la prima salvezza in carriera nella vittoria per 4-0 sui New York Yankees in gara 7 delle American League Championship Series. Tale vittoria qualificò gli Astros per le World Series 2017 contro i Los Angeles Dodgers, dove lanciò come partente gara 3 in cui ottenne la vittoria lanciando 5 inning e 2/3, concedendo 3 punti su 4 valide. La serie si concluse in gara 7, dove gli Astros conquistarono il primo titolo in 56 anni di storia.
Il 6 novembre 2018, McCullers si sottopose alla Tommy John surgery al gomito destro, perdendo di conseguenza l'intera stagione 2019. Nel novembre 2019 annunciò di aver completato la riabilitazione.

## Palmarès

### Club
- World Series: 1

Houston Astros: 2017

### Individuale
- MLB All-Star: 1

2017